# Vedal987
Vedal, właśc. Vedal987 – brytyjski programista i streamer znany głównie jako twórca Neuro-samy, sztucznej inteligencji symulującej vtuberkę.

## Działalność

### Neuro-sama
Jest indywidualnym, niezwiązany z żadną firmą programistą. W 2018 roku zaczął rozwijać program, który miał na celu opanowanie gry Osu!. Z czasem nadał mu nazwę Neuro-sama. Efekty jego pracy były transmitowane na kanale vedal987 na platformie streamingowej Twitch. Kanał zgromadził w 2019 roku około 3,5 tysiąca obserwujących.
W 2022 roku dla urozmaicenia dodał do swoich transmisji awatar wspomagany przez technologię sztucznej inteligencji, który symulował zachowanie vtuberki. Z czasem poświęcił się całkowicie rozwojowi Neuro-samy jako wirtualnej wszechstronnej vtuberki. Na potrzeby transmisji jako swojego osobnego awatara używał modelu zielonego żółwia, leżącego na głowie Neuro-samy.
W 2023 roku Bloomberg poinformował, że rozwój Neuro-samy stał się jego główną działalnością gospodarczą.

### Abandoned Archive
Jednym z jego znanych projektów pobocznych jest gra Abandoned Archive, łącząca gatunki roguelike akcji, dungeon crawl i fantasy. 10 lutego 2022 roku ukazała się wersja demonstracyjna gry.

## Życie prywatne
Vedal jest Brytyjczykiem. Deklaruje, że jest samoukiem i nie nauczył się programowania na studiach ani z książek, tylko oglądając samouczki na YouTube. Unika podawania szczegółowych informacji na swój temat, takich jak wiek i przybliżone miejsce zamieszkania.